# Памятник воинам русского экспедиционного корпуса, воевавшим во Франции в 1915—1918 годах (Париж)
Памятник воинам русского экспедиционного корпуса, воевавшим во Франции в 1915—1918 годах (фр. Monument du Corps expéditionnaire russe) — мемориал памяти солдат и офицеров Русского Экспедиционного корпуса, воевавших в составе союзнических армий в 1915—1918 года, установленный в историческом центре Парижа, на площади Канады в 8-м округе Французской столицы. Сооружён в память солдат и офицеров русского экспедиционного корпуса, действовавшего во Франции во время Первой мировой войны с 1915 по 1918 год.
Автор памятника российский скульптор Владимир Суровцев.
Открыт 21 апреля 2011 года в присутствий Премьер-министра Франции Франсуа Фийона и Председателя Правительства Российской Федерации Владимира Путина. На открытии прозвучал марш экспедиционного корпуса «Коль славен» в исполнении хора Сретенского монастыря.
Памятник установлен в Париже, неподалёку от моста Александра III. На бронзовом унтер-офицере — военная форма Русской армии, в руках — французская каска с российским двуглавым орлом. Такие носили русские воины корпуса особого назначения. Рядом — конь, пьющий воду. По замыслу скульптора композиция «Родник» должна подчеркнуть мечту солдата о мире и память о погибших однополчанах.
На постаменте надпись на французском и русском языках: «В 1916 году по просьбе союзников Россия направила во Францию две особые бригады Русского экспедиционного корпуса. В боевых действиях в Шампани участвовало более 20 000 человек. Более 5000 из них, русских солдат и офицеров, погибли на полях французских сражений».